# Anselm Hollo
Paavo Anselm Aleksis Hollo, (né le 12 avril 1934 à Helsinki – mort le 29 janvier 2013 à Boulder, Colorado) est un poète finnois,.

## Biographie
Ses parents sont Juho August Hollo (fi) professeur de l'université d'Helsinki, essayiste et traducteur et Iris Walden professeur de musique et traductrice née à Riga et fille de Paul Walden.
En 1952, Anselm Hollo s'installe en Allemagne, en Autriche et en 1958 en Angleterre.
Dans les années 1960 Anselm Hollo vit à Londres et travaille pour la section finlandaise du BBC World Service. 
Il doit entre-autres rédiger des pièces radiophoniques en finnois avec Matti Rossi. 
Leurs productions sont mises en musique par Erkki Toivanen.
À cette époque il commence aussi à se faire un nom comme poète de langue anglaise.
En 1965, Hollo participe à l’événement underground à londonien intitulé International Poetry Incarnation.
La même année, le premier client de la Indica Gallery (en), un certain Paul McCartney, a acheté entre-autres le livre (& it is a song) d'Anselm Hollo, la veille de l'ouverture officielle de la librairie.
En 1967, il s'installe aux États-Unis et enseigne l'écriture créative dans 18 institutions dont l'université d'État de New York et à l'Institut Naropa (en).
Anselm Hollo a publié plus de quarante recueils de poésie au Royaume-Uni et aux États-Unis, dans un style fortement influencé par les poètes beat américains.
Plusieurs de ses poèmes ont été mis en musique par le pianiste et compositeur Frank Carlberg.
En 2001, des poètes et des critiques de la liste poétique (en) de l'université d'État de New York, élisent Hollo au poste honorifique d'"anti-lauréat", pour protester contre la nomination de Billy Collins au poste de poète officiel (en) de la Bibliothèque du Congrès.
Anselm Hollo traduit des poèmes et de la littérature du finnois, de l'allemand, du suédois et du français vers l'anglais. 
Il est l'un des premiers traducteurs d'Allen Ginsberg en allemand et en finnois.
Hollo enseigne l'écriture créative dans dix-huit institutions d'enseignement supérieur, dont l'Université de Buffalo et l'Université du Colorado à Boulder. 
À partir de 1985, il enseigne à l'École Jack Kerouac (en) de l'Université Naropa comme professeur permanent.
Anselm Ollo tombe malade au cours de l'été 2012.
Il subit une opération du cerveau et meurt d'une pneumonie post-opératoire le 29 janvier 2013, à l'âge de 78 ans .

## Ouvrages (sélection)
- (fi) Sateiden välillä, Helsinki, Otava, 1956

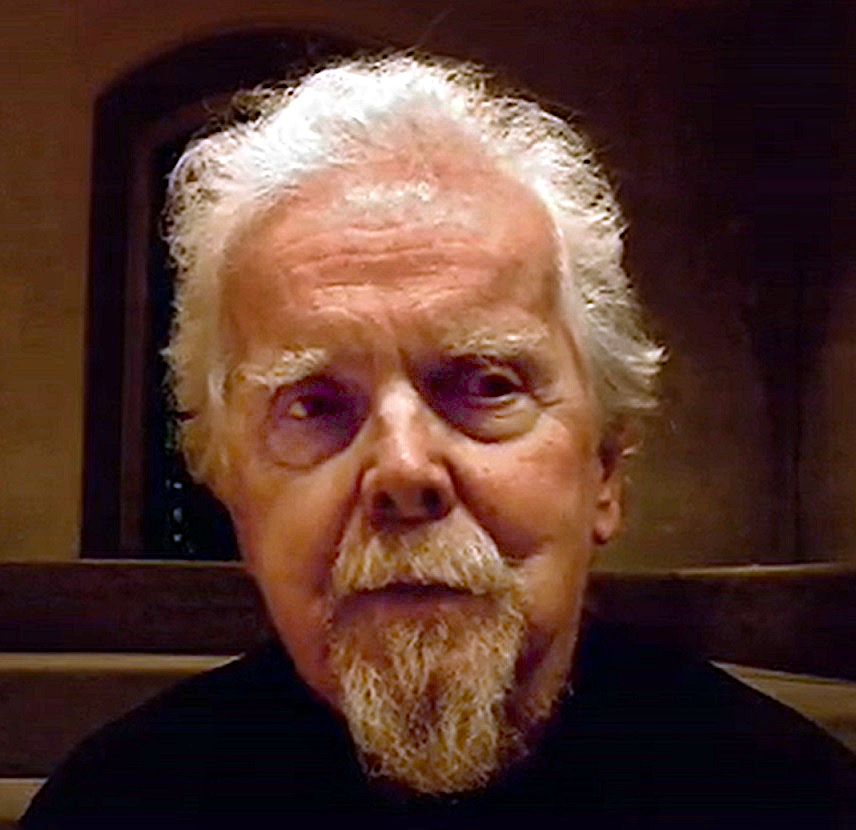
Anselm Hollo c. 2004

- (en) & (And) what else is new : a small pamphlet, Kent, Chatham, coll. « New voice », 1963
- (en) Jazz poems, Londres, Vista Books, 1963
- (en) & (And) it is a song : poems, Birmingham, Migrant Press, 1965
- (en) Word from the north : new poetry from Finland  (trad. Anselm Hollo), Londres, Blackburn, 1965
- (en) The claim, Londres, Goliard Press, 1966
- (en) Maya : Poems 1959-19, Cape Goliard Press, 1970, 141 p. (ISBN 978-0-670-46347-3)
- (en) Alembic, Trigram Press, 1972
- (en) Sojourner Microcosms : New & Selected Poems 1959–1977, Blue Wind Press, 1977, 286 p. (ISBN 978-0-912652-39-9)
- (en) Finite Continued, Berkeley, Blue Wind Press, 1980 (ISBN 978-0-912652-68-9, BNF 35641886)
- (en) Corvus : poems, Coffee House Press, 1995, 141 p. (ISBN 978-1-56689-039-7)
- (en) Notes on the Possibilities and Attractions of Existence : Selected Poems 1965–2000, Coffee House Press, 2001, 328 p. (ISBN 978-1-56689-113-4)

### Anthologies
- Children of Albion: Poetry of the Underground in Britain éd. Michael Horovitz (1969)
- British Poetry since 1945, éd (1970)
- éd. Jon Silkin, Poetry of the Committed Individual (1973)

## Prix
- 2004, Prix de la traduction Harold Morton Landon (en),
- 2001, Prix du meilleur recueil de poèmes du San Francisco Poetry Center,
- 1996, Prix d'État de la traduction,
- 1996, Gertrude Stein Award in Innovative American Poetry 1995-1996 [8],
- 1989, American-Scandinavian Foundation Award for Poetry in Translation,
- 1989, 1991, Fund for Poetry Awards for Contributions to Contemporary Poetry,
- 1981, P.E.N./American-Scandinavian Foundation Award for Poetry in Translation,
- 1979, Bourses de la National Endowment for the Art et de la Poets Foundation fellowships,
- 1976, New York State Creative Artists' Public Service Award.